# クシナガラ
クシナガラあるいはクシナーラー（梵: Kuśinagara、巴: Kusinārā, Kusinagara、英語：Kushinagar、タイ語：กุสินารา）は、古代インドのガナ・サンガ国であったマッラ国（末羅国）の二大中心地のひとつで西の中心地であり、現在のインドのウッタル・プラデーシュ州東端のカシア付近の村。
釈尊入滅の地とされ、四大聖地のひとつ。ワーラーナシー（ベナレス）の北150kmの地にある。(26.45 N, 83.24 E)。また、クシナラとも呼ばれる。
死期を悟った釈尊は霊鷲山（ビハール州）から生まれ故郷に向う途中にこの地で亡くなる。純陀（チュンダ）の供養した「スーカラ・マッダヴァ（sūkara maddava）」（毒きのこ・あるいは豚が探すトリュフのようなキノコ料理とも）を食して激しい下痢を起こしたのが原因とされる。

マハーパリニッバーナ・スッタンタ（大般涅槃経）には、このクシナガラで釈尊が涅槃するまでの模様が書かれている。

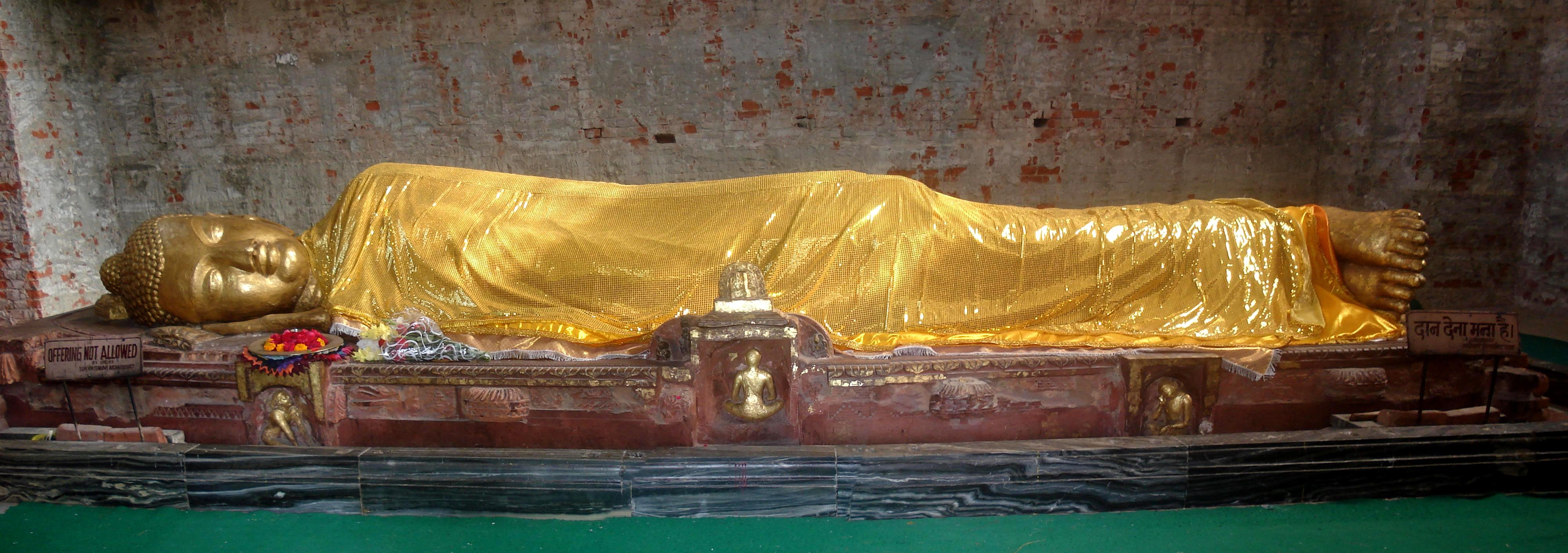
パリニッバーナ寺院（クシナガラ）の涅槃仏